# Sir Lucious Left Foot: The Son of Chico Dusty
Sir Lucious Left Foot: The Son of Chico Dusty ist das erste offizielle Soloalbum von Big Boi, der gemeinsam mit André 3000 das Rapduo OutKast bildet. Seit Ende 2006 angekündigt, sollte es ursprünglich 2008 bei Jive Records erscheinen; nach einem Labelwechsel des Rappers veröffentlichte die Island Def Jam Music Group das Album am 2. Juli 2010 in Deutschland.
Die Kritiker bewerteten das Album aufgrund seiner stilistischen Vielfalt und Innovativität überaus positiv. Außerhalb der Vereinigten Staaten fand es eher wenig Beachtung.

## Hintergrund
Bereits 2003 hatte Big Boi mit Speakerboxxx ein eigenes Album produziert. Zusammen mit André 3000s Solowerk wurde es allerdings als Doppelalbum Speakerboxxx/The Love Below veröffentlicht. Sowohl davor als auch danach hatten die beiden teilweise alleine an OutKast-Songs gearbeitet. Der Vorschlag, nach der Veröffentlichung von Idlewild an eigenen Projekten zu arbeiten, kam von André 3000.
Mit der Arbeit an Sir Lucious Left Foot: The Son of Chico Dusty begann Big Boi Anfang 2007 – wie bereits bei Stankonia und Speakerboxxx – an Martin Luther Kings Geburtstag. Die ersten Instrumentals wählte er allerdings bereits 2004 aus. Eine erste Single plante der Rapper an Neujahr 2008 zu veröffentlichen, was sich nicht bewahrheitete. Der Song Royal Flush, eine Zusammenarbeit mit André 3000 und Raekwon, wurde im März 2008 als Download veröffentlicht und 2009 für einen Grammy nominiert. Das Album sollte zu dem Zeitpunkt im Juli 2008 erscheinen, später wurde die Veröffentlichung auf Oktober verschoben. Im Juli 2008 wurde die vermeintliche Leadsingle Something’s Gotta Give, deren Refrain von Mary J. Blige gesungen wird, gemeinsam mit einem dazugehörigen Musikvideo im Internet veröffentlicht. Die Titel weiterer Stücke, die letztlich auch auf dem Album erschienen, wurden im selben Monat publik gemacht. Da die beiden Singles sowie weitere geleakte Stücke namens Dubbz mit dem Rapper Backbone und Ringtone (auf der Deluxe Edition als Theme Song) eher geringe Aufmerksamkeit erhielten, verzögerte Big Bois Plattenlabel Jive Records den Erscheinungstermin des Albums. Auch eine für den Sommer 2009 anvisierte Veröffentlichung kam nicht zustande. Im Juli gab Big Boi daher bekannt, dass er Jive Records verlassen und sein Album bei Def Jam herausbringen werde. Dort unterschrieb er im März 2010 einen Plattenvertrag, wodurch er erneut mit OutKasts früherem Förderer L.A. Reid zusammenarbeitete. Die gemeinsam mit André 3000 aufgenommenen Stücke erschienen schließlich nicht auf dem Album, da sie von Jive Records, immer noch das Label von OutKast, nicht freigegeben wurden. Big Boi leakte daraufhin ihr gemeinsames Stück Lookin’ 4 Ya im Internet. Something’s Gotta Give ist ebenfalls nicht auf dem Album, da es sich mit Themen wie der Präsidentschaftswahl und der Finanzkrise auf die politische und wirtschaftliche Situation im Jahr 2008 bezog.
Der Titel des Albums geht einerseits auf eines der zahlreichen Pseudonyme Big Bois zurück, dessen Figur „Sir Lucious Left Foot“ die “grown version” (deutsch: „erwachsene Variante“) von Big Boi verkörpere, welche die Musik “deadly serious” (deutsch: „todernst“) nehme. „Left Foot“ bezieht sich dabei auf die Redewendung “to put your best foot forward” (deutsch: „sein Bestes versuchen“). Auch die auf dem Album erwähnten „Daddy Fat Sax“ und „General Patton“ (nach George S. Patton) sind Aliasse des Künstlers. Gleichermaßen stellt der Titel eine Reminiszenz an Big Bois 2005 verstorbenen Vater dar, der während seiner Zeit beim Militär Chico Dusty genannt wurde.

## Titelliste
1. Feel Me (Intro) – 1:28
  - Produziert von Malay
2. Daddy Fat Sax – 2:36
  - Produziert von Mr. DJ

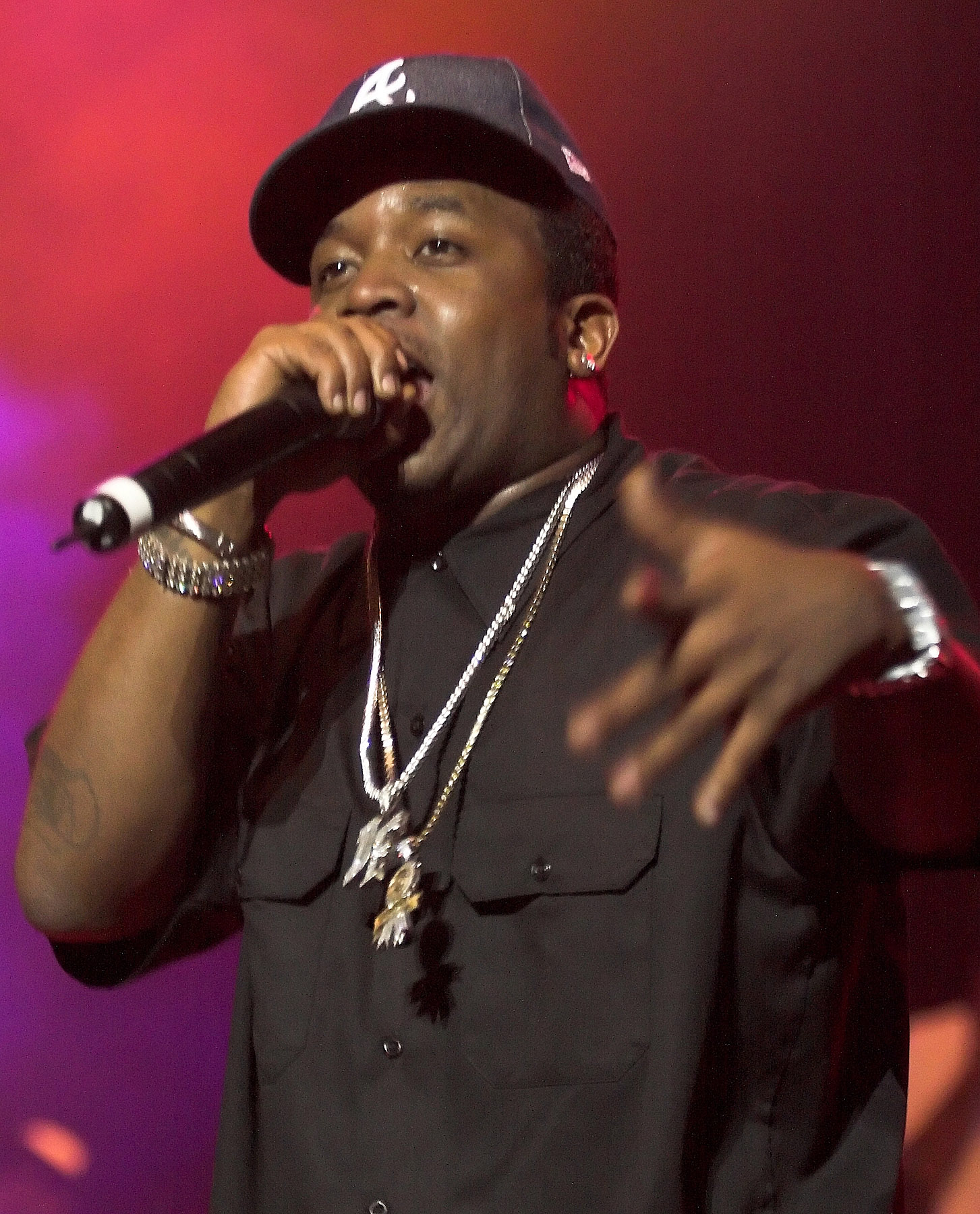
Big Boi im Jahr 2006

3. Turns Me On (feat. Sleepy Brown und Joi) – 3:29
  - Produziert von Organized Noize
4. Follow Us (feat. Vonnegutt) – 3:35
  - Produziert von Salaam Remi
5. Shutterbugg (feat. Cutty) – 3:35
  - Produziert von Scott Storch
  - Koproduziert von Big Boi
6. General Patton – 3:12
  - Produziert von Jbeatzz und Big Boi
7. Tangerine (feat. T.I. und Khujo Goodie) – 4:14
  - Produziert von Terrence „Knightheet“ Culbreath und Big Boi
8. You Ain’t No DJ (feat. Yelawolf) – 5:31
  - Produziert von André 3000
9. Hustle Blood (feat. Jamie Foxx) – 4:00
  - Produziert von Lil Jon
10. Be Still (feat. Janelle Monáe) – 5:10
  - Produziert von Royal Flush
11. Fo Yo Sorrows (feat George Clinton, Too Short und Sam Chris) – 3:42
  - Produziert von Organized Noize
  - Koproduziert von Big Boi
12. Night Night (feat. B.o.B und Joi) – 3:45
  - Produziert von DJ Speedy
  - Koproduziert von Big Boi
13. Shine Blockas (feat. Gucci Mane) – 3:45
  - Produziert von DJ Cutmaster Swiff
  - Koproduziert von Big Boi
14. The Train Pt. 2 (Sir Lucious Left Foot Saves the Day) (feat. Sam Chris) – 5:20
  - Produziert von Organized Noize
  - Koproduziert von Big Boi
15. Back Up Plan – 3:43
  - Produziert von Organized Noize
  - Koproduziert von Big Boi
16. Theme Song* – 3:48
  - Produziert von Organized Noize
17. Shine Blockas Remix (feat. Gucci Mane, Bun B und Project Pat)* – 3:46
  - Produziert von DJ Cutmaster Swift
  - Koproduziert von Big Boi

Die mit * gekennzeichneten Lieder sind lediglich auf der Deluxe Edition zu finden. Diese enthält zusätzlich Musikvideos der Stücke Shutterbugg, Shine Blockas, Fo Yo Sorrows, Follow Us und General Patton.

## Produktion
Sir Lucious Left Foot: The Son of Chico Dusty entstand in Zusammenarbeit mit einer Reihe von bereits etablierten Musikern, aber auch einigen Newcomern. Drei Stücke (auf der Deluxe Edition vier) wurden von dem Trio Organized Noize produziert, mit dem Big Boi seit der Gründung von OutKast zusammenarbeitet. Mr. DJ, mit dem OutKast zeitweilig das Produktionsunternehmen Earthtone II gebildet hatte, produzierte den Song Daddy Fat Sax. Zudem stammt jeweils ein Instrumental von André 3000 und von Salaam Remi, der zuvor unter anderem mit The Fugees, Nas und Amy Winehouse zusammengearbeitet hatte. Scott Storch und Lil Jon hatten ihr jeweiliges Instrumental für Big Boi “tailor-made” (deutsch: „maßgeschneidert“) und seit Jahren für den Rapper zurückgehalten. Daneben war eine Reihe unbekannterer Produzenten – darunter das Duo Royal Flush, das auch für die gleichnamige Single verantwortlich zeichnete – am Album beteiligt.
Eine große Riege an Instrumentalisten, Sängern und Rappern ist auf Sir Lucious Left Foot: The Son of Chico Dusty vertreten, viele davon stammen aus dem Umfeld der Dungeon Family. So arbeitete Big Boi unter anderem wieder mit dem Sänger und Organized-Noize-Mitglied Sleepy Brown, den Sängerinnen Joi und Debra Killings, dem Rapper Khujo Goodie von Goodie Mob und dem Spoken-Word-Künstler Big Rube zusammen. Die Kollaboration mit George Clinton ist die zweite der beiden Künstler; bereits 1998 war Clinton auf dem OutKast-Album Aquemini zu hören gewesen. Jamie Foxx sang das von Sean Garrett geschriebene Stück Hustle Blood, nachdem zu Beyoncé und Rihanna kein Kontakt zustande gekommen war. Auch angedachte Zusammenarbeiten mit Prince, Sade und Kate Bush wurden nicht umgesetzt. Folgende Instrumentalisten sind auf dem Album vertreten (in Klammern die Titel, auf denen sie zu hören sind):
- Bosko: Talkbox (1, 5, 16)
- Donny „Poppa Doc“ Mathis: Gitarre (1, 5, 6, 7)
- Kevin Kendricks: Keyboard (2, 7 10, 11, 13, 14, 17), Orgel (5)
- DJ Cutmaster Swift: Scratches (2, 8, 15)
- Wallace Khatib: Bass (3)
- Dave Robbins: Keyboard (3)
- Jason Freeman, Jerry Freeman, Richard Owens, Kebbi Williams (Hornz Unlimited): Hörner (6, 12, 14)
- Omar Phillips: Perkussion (7)
- David Whild: Gitarre (7, 11, 12, 14)
- Craig Love: Gitarre (9)
- William White: Keyboard (10)
- Billy Odum: Gitarre (11)
- Victor Alexander: Schlagzeug und weitere Musik (Outro von 14)
- Mike Patterson: Gitarre (15)
- Debra Killings: Bass (15)

## Stil
Musikalisch vermischt Sir Lucious Left Foot: The Son of Chico Dusty verschiedenste Stile. Des Öfteren sind Referenzen an den Synthie-Pop und Funk der 1980er zu hören, sehr deutlich etwa in Shutterbugg. Immer wieder finden aber auch neuere musikalische Trends Beachtung. Eher ungewöhnlich im Hip-Hop-Kontext ist der hohe Anteil mit „echten“ Instrumenten eingespielter Melodien. Die programmierten Beats sind dagegen zumeist typisch für das Genre. Turns Me On und Shine Blockas – mit einem Sample von Harold Melvin and the Blue Notes – sind beeinflusst vom Soul. Die am Anfang von Tangerine zu hörende Gitarre lässt sich dem Grunge zurechnen, während Hustle Blood musikalisch und gesanglich dem modernen R&B nahesteht. General Patton enthält ein Sample des Stückes Vieni, o guerriero vindice aus der Oper Aida.
Big Boi verarbeitet auf Sir Lucious Left Foot: The Son of Chico Dusty eine Reihe unterschiedlicher Themen. Die meisten Texte handeln von Sex, Liebe oder der Kritik an anderen Rappern für ihre unsinnigen und unoriginellen Inhalte. Gelegentlich übt Big Boi auch Kritik an der US-amerikanischen Politik; so behauptet er, dass die Republikaner die Präsidentschaftswahl im Jahr 2000 „gestohlen“ hätten, dass New Orleans nach dem Hurrikan Katrina immer noch nicht „sauber“ sei und dass „Big Brother“ die Menschen immer stärker überwache. Fo Yo Sorrow dagegen ist laut Big Boi ein Loblied auf Cannabis. Bei der Umsetzung seiner Texte benutzt er unter anderem Binnenreime und Zungenbrecher. Für Turns Me On und The Train Pt. 2 (Sir Lucious Left Foot Saves the Day) wurde Big Bois Stimme audiotechnisch erhöht.

## Promotion
Um für sein Album zu werben, gab Big Boi seit 2008 zahlreiche Interviews, unter anderem Pitchfork Media und dem GQ Magazine. Im Mai 2010 trat er gemeinsam mit seiner Mutter in der Martha Stewart Show auf. Im darauffolgenden Monat war er auf der Titelseite des Ozone Magazine zu sehen. Bereits eine Woche vor der US-Veröffentlichung stellte Big Boi das Album vollständig auf seiner Myspace-Seite zum Anhören zur Verfügung. Auch auf Billboard.com ließ Sir Lucious Left Foot: The Son of Chico Dusty sich vollständig anhören; zudem wurde es zum Release of the Week ernannt. Am 7. Juli präsentierte er die Single Shutterbugg in der Tonight Show.

## Rezeption

### Kritiken
Sir Lucious Left Foot: The Son of Chico Dusty wurde von den meisten Kritikern überaus positiv aufgenommen. Der Metascore des Albums beträgt 90 von hundert möglichen Punkten, der vierthöchste Wert des Jahres 2010.
Für die Website Allmusic bewertete Andy Kellman Big Bois Werk mit 4,5 von fünf Punkten. Sir Lucious Left Foot: The Son of Chico Dusty sei “one of the loosest, most varied, and entertaining albums of its time.” (deutsch: „eines der befreitesten, abwechslungsreichsten und unterhaltsamsten Alben seiner Zeit.“) Kellman hob die lyrische Leistung des Rappers genauso hervor wie den musikalischen Ideenreichtum der Produzenten. Das Album enthalte zwar keinen Song der so “universally appealing” (deutsch: „universal ansprechend“) klinge wie sein früherer Hit The Way You Move; trotzdem beweise Big Boi, dass er genauso einfallsreich wie sein Partner André 3000 sei.
Tom Breihan von Pitchfork Media gab dem Album 9,2 von zehn Punkten und hob in seiner Kritik hervor, dass Sir Lucious Left Foot: The Son of Chico Dusty völlig anders als Big Bois vorherige Alben mit André 3000 klinge. Zu Unrecht habe der Rapper zumeist weniger Beachtung als sein OutKast-Partner erhalten. Breihan deutet zudem an, dass Sir Lucious Left Foot: The Son of Chico Dusty das beste Rapalbum des Jahres sein könnte. Es sei so “inventive, bizarre, joyous, and masterful” (deutsch: „einfallsreich, skurril, fröhlich und meisterhaft“) wie lange keine Major-Label-Veröffentlichung aus dem Hip-Hop-Genre mehr. Der Autor lobt ebenfalls Big Bois Rapstil, insbesondere den Einsatz verschiedener Stimmlagen und Kadenzen. Die Texte seien glücklicherweise frei vom Nihilismus des Drogen-Rap, den Big Boi mehrmals kritisiert. Auch die Skits und die Gastsänger beziehungsweise -rapper werden positiv erwähnt.
In der Frankfurter Allgemeinen Zeitung schrieb Alard von Kittlitz, auf Sir Luscious Left Foot: The Son of Chico Dusty seien „mehr Hits gesammelt, als im Hiphop in den letzten Jahren überhaupt erschienen sind, und jeder wirkt so frisch wie neu.“ Während er vor allem die musikalische Vielseitigkeit lobt, kritisiert der die Texte einiger Stücke, die „deprimierender Regress in die dümmsten Seiten seiner Musik“ sei. Trotzdem handle es sich bei Big Boi um den „technisch wohl vielseitigste[n] Rapper der Gegenwart.“

### Auszeichnungen
Viele Publikationen nahmen Sir Luscious Left Foot: The Son of Chico Dusty in ihre Jahresbestenlisten auf. Laut Metacritic platzierte das Album sich dabei durchschnittlich auf Platz sieben. Unter anderem wurde es von der Time auf Platz neun und von Pitchfork Media auf Platz vier ihrer jeweiligen Alben-Bestenliste gewählt, während die zu AOL gehörende Website Spinner.com das Werk zum besten Hip-Hop-Album 2010 kürte. In einer ähnlichen Liste von laut.de platzierte sich Sir Luscious Left Foot: The Son of Chico Dusty auf Platz drei; begründet wurde dies unter anderem damit, dass Big Boi mit dem Album „mal eben ein bisschen das gesamte Genre“ gerettet habe.

## Chartplatzierungen
Sir Lucious Left Foot: The Son of Chico Dusty stieg auf Platz drei in die US-amerikanischen Billboard 200 ein und verkaufte sich in der ersten Woche 62.400 Mal; insgesamt blieb es dreizehn Wochen in den US-Charts und verkaufte sich bis September 2010 175.000 Mal. Auch in den australischen und den norwegischen Charts sowie der Schweizer Hitparade konnte sich das Album platzieren; in Deutschland verpasste es den Charteinzug. Die Leadsingle Shutterbugg erreichte Platz 31 der britischen Singlecharts, in den USA dagegen nur die R&B/Hip-Hop Songs auf Rang 60.
| ChartsChartplatzierungen       | Höchstplatzierung | Wochen |
| ------------------------------ | ----------------- | ------ |
| Schweiz (IFPI)                 | 99 (1 Wo.)        | 1      |
| Vereinigte Staaten (Billboard) | 3 (13 Wo.)        | 13     |
| Vereinigtes Königreich (OCC)   | 80 (1 Wo.)        | 1      |

| ChartsJahrescharts (2010)      | Platzierung |
| ------------------------------ | ----------- |
| Vereinigte Staaten (Billboard) | 183         |